# Crusta

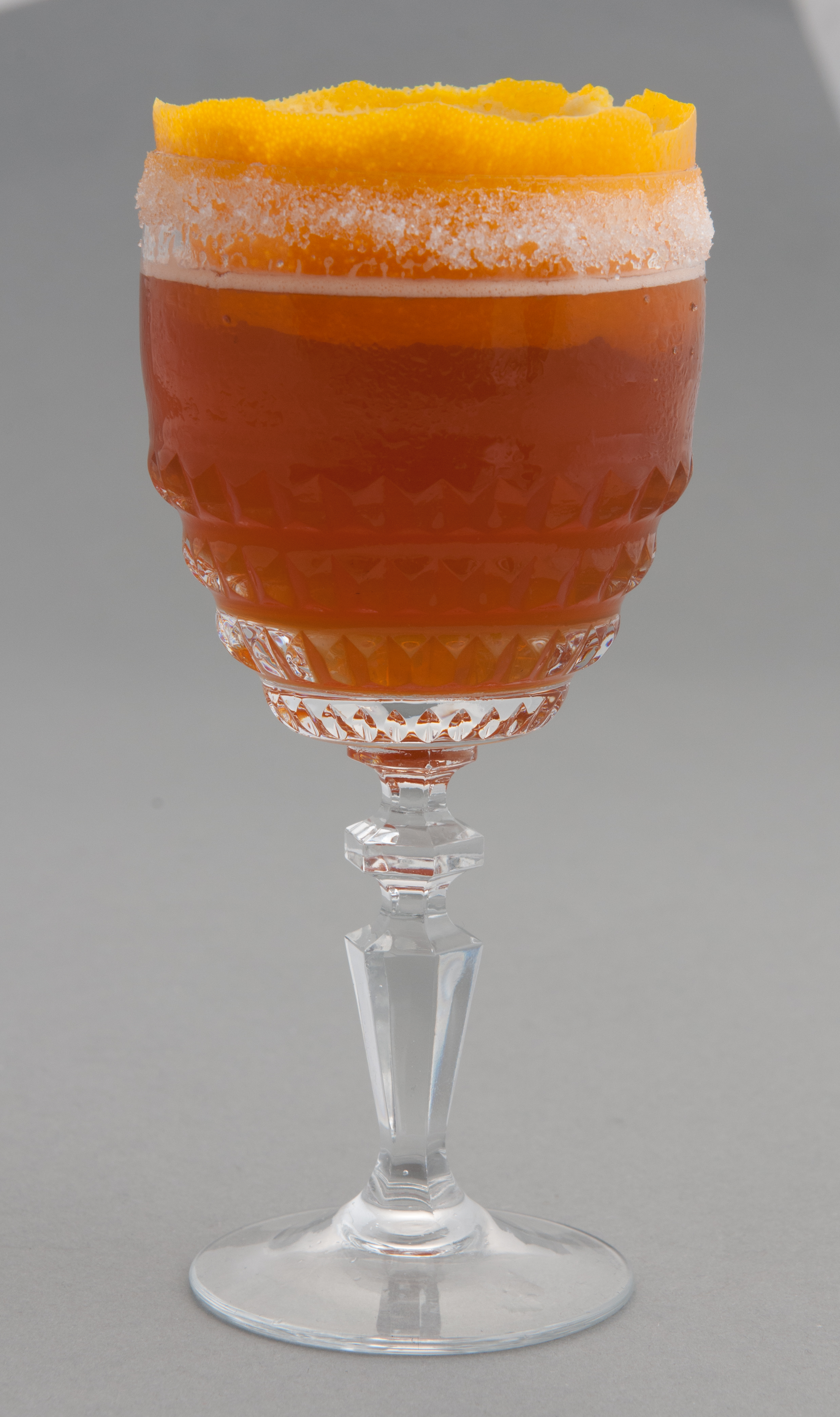
Brandy Crusta

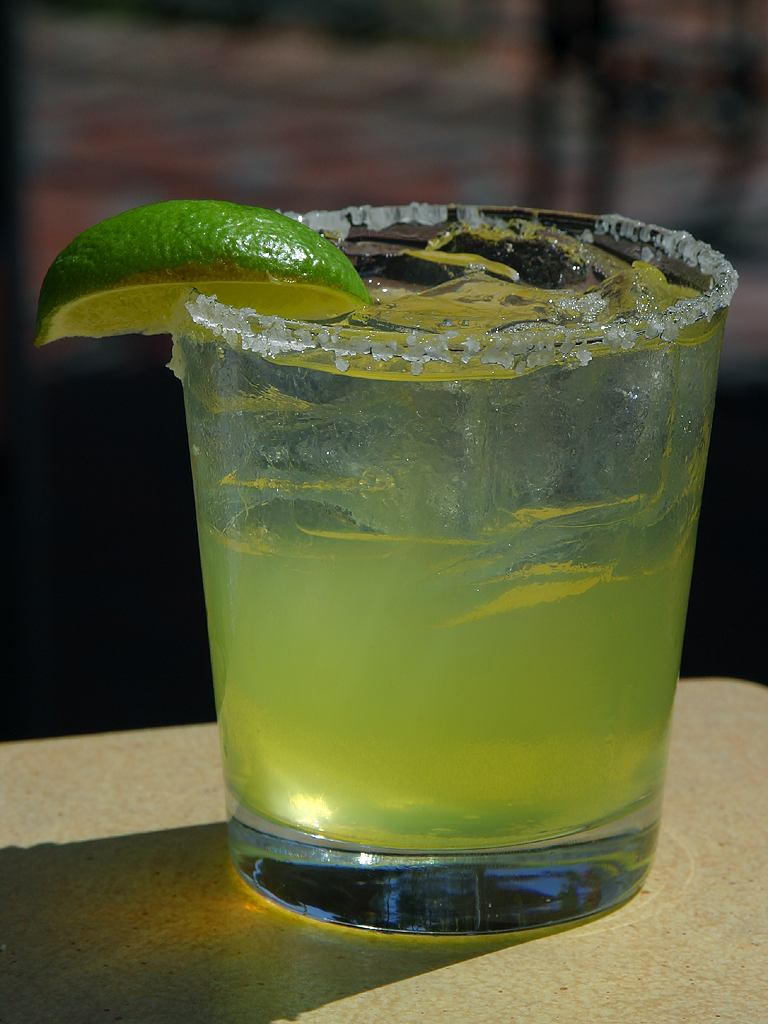
Szklanka margarity z crustą z soli

Crusta – ozdoba szklanki, stosowana głównie przy napojach alkoholowych. Wykonuje się ją zwilżając krawędź szklanki, a następnie dotykając krawędzią wysypanej na deskę czy talerzyk soli (np. margarita), cukru (słodkie koktajle) bądź innej sypkiej substancji.